# 郭昶
郭昶（1956年10月31日—2006年6月14日），中國大陸電視劇及電影演員，已婚，左撇子。在遼寧省瀋陽市出生，後來隨母到廣州市，在1984年開始加入廣東電視台往電視圈發展。曾於廣東電視台多齣電視劇演出，並以飾演《外來媳婦本地郎》要角二哥康祈宗聞名，另外也有幕后工作经验。由於飾演角色時風趣幽默，被內地的觀眾冠以「廣東周星馳」之稱。在2003年發現胃癌，後來在2006年6月14日在廣東省中醫院病逝，終年49歲。郭昶經常以「瘦高、人又老、又黑又瘦、又鞋揪」來自嘲個人身形、外表及體型。

## 生平

### 早年
郭昶父母於其幼時離婚。郭昶於1966年隨母親遷往廣州定居。中學畢業後，郭昶任職於廣州黄埔区红卫汽车制造厂。不久他加入廣州工人業餘文工團，開始演藝生涯。
1980年代初，郭昶參演廣東省話劇院兒童劇團在北京舉行的一場演出。紅衛汽車制造廠廠長允許郭昶停薪留職一年，讓郭昶報考專業演藝團體。郭昶加入廣東電台，從事《農村天地》的編輯工作。由於學歷只達初中程度的關係，電台曾打算在三個月試用期後放棄郭昶。在同事的推薦下，郭昶得以留任。在電台期間，郭昶曾擔任兒童節目主持人等職位。
1984年，廣東電視台開拍喜劇《特殊情況》，正為一個小偷角色選擇演員。廣東省話劇院一位黃姓導演向當時擔任《特》劇副導演的陸曉光推薦郭昶，指他「身材高瘦、樣子有趣」，適合演出該角色。郭昶自此加入廣東電視台的小品組。1986年，陸曉光推薦郭昶參演電視劇《萬花筒》，是郭昶嶄露頭角之作。郭昶其後亦參演多齣電視劇，如《寶貝老公嬌嬌妻》、《情滿珠江》等。
1992年，郭昶在中国中央电视台春节联欢晚会上參加演出，是首位代表廣東省參演晚會的演員。郭昶與潘長江、黎舒蘭合演小品《草台班子》，獲得小品表演一等獎。

### 外來媳婦本地郎
2000年，廣東電視台籌備開拍劇集外來媳婦本地郎。當時，製作人員對康家「光宗耀祖」的「二佬」（二哥）康祈宗一角的演員沒有定案。導演陸曉光推薦郭昶出演。面對部份人員的質疑，陸曉光表示：
|          | 在廣州市演個體戶就他（郭昶）最強了; …… 演那些整天耍花樣的角色非他莫屬。 |
| ——陸曉光 |                                                                         |

在選定郭昶飾演康祈宗一角，長挑瘦削的身材，說話的方式，康祈宗這個角色幾乎為郭昶度身訂造。他的演出受到不少觀眾歡迎。這些觀眾認為，郭昶具備典型的廣州小市民特色：精明、能說會道、狡猾世故、「市儈」及以賺錢為最大目標。另外他與在劇中飾演其妻的虎艷芬的對手戲亦被認為是全劇最精彩的部份之一。
在《外來媳婦本地郎》最初開拍時，只預計能取得十多點收視，在播放後大受好評，收視節節上昇，由二十點上昇至三十點。當取得三十點收视率時，郭昶曾預言劇集的收視率必定超逾四十點，若該預言成為事實，他便會裸跑。兩個月後，《外》劇收視取得四十點，當同事要求他裸跑時，郭昶兌現承諾，脫衣，只剩下內褲圍繞電視台跑一圈以作慶祝。
除了主演《外》之外，還有在《外》暫停播放時插播的《柴米新人類》中，飾演一名好色的主任，郭昶雖在劇中戲份不多，但表現得淋漓盡致。
由於劇組在得知郭昶患病後，郭昶由於需接受化療，劇情安排康祈宗到河南省發展生意，偶爾有電話來往，後往英國發展，最後在伊拉克辦中國餐廳。郭昶最後一次於媒體露面，是在2006年2月28日於廣東電視台的慶祝《外》千集典禮。

後來在郭昶逝世後，劇情直接把阿宗編成流落去非洲整容，最終另外找來周曉濱來取代郭昶，成為「新二哥」，但在網絡上引起迴響，網友批評周曉濱的演技、口音及小動作等。如郭昶是使用左手吃飯，但周曉濱在劇中卻使用右手。郭昶稱呼父親、母親為「老豆、老母」，但周曉濱卻用了郭昶稱呼外父、外母的稱呼為「花打、媽打」。被批評不及郭昶的專業。其後周曉濱於2009年辭演離開劇組，劇情編排阿宗移居天堂島。直到十年後的2019年5月25日，當日播出的剧情才正式交代康祈宗這一角色早已病逝，同时由广州美术学院制作的郭昶雕像也在剧中出现。

### 患病逝世
2003年，郭昶被診斷出患上胃癌第三期，隨即進行手術，切除胃的四分之三，以及摘除一個腎。郭昶其後住院半年。出院後，郭昶繼續參與《外來媳婦本地郎》的拍攝工作。醫生曾建議郭昶進行六次化療，但郭昶只進行了五次。
郭昶的胃癌於2006年復發，發現時已有器官轉移。2月28日，郭昶在《外》劇播出一千集的慶功宴上作最後一次公開露面，其後入住广东省中医院二沙島分院接受治療。6月13日中午，郭昶陷入昏迷，翌日凌晨一度甦醒。6月14日近中午，郭昶出現呼吸困難，經搶救無效，於下午一時十分去世，終年49歲。
郭昶的追悼會於2006年6月18日在廣州殯儀館舉行。除了其家人、外來媳婦本地郎的台前幕後演職員及其他廣州藝人外，有超過四百名影迷出席悼念郭昶，更有影迷從新會遠道前來悼念。
在靈堂上，掛着的對聯寫着：
|  | 千集傳奇嘆失魂二佬慢走，百年之約惜違誓郭昶歸來 |

在郭昶告別儀式上，播放着《外來媳婦本地郎》主題曲的串燒歌，佈置比較輕鬆，按照郭昶生前意願設計。但到場人士卻都難忍悲傷。追悼會當天恰是父親節，郭昶只有十歲的女兒郭洵手持香燭送父親最後一程。在遺體告別儀式上，劇中飾演康祈宗母親的黃錦裳表現出極大的悲痛，而饰演康祈宗妻子的虎艷芬在走過棺材時，模仿戲中的口吻悲痛地大喊：「老公，起身啦！」，其後她和郭昶的夫人潘结兩人更一度哭得差點暈厥。

## 家庭
郭昶的妻子潘结亦為演員（于大湾区卫视出品的剧集《七十二家房客》饰演莫爱兰（兰姨）一角）。二人於1987年認識，半年後結婚。兩人育有一女，取名郭洵，於1995年出生，在郭昶離世時為十歲。

## 評價
有網民曾將郭昶與香港著名諧星周星馳比較。郭昶之弟在兄長的追悼會上引用周星馳於電影《西遊記大結局之仙履奇緣》的對白，答謝親友的關懷：
|  | 曾經有一份珍貴的感激放在我面前……如果上天能再给我一次機會，我希望对大家說‘多謝晒’（多謝了）。如果要给它加上一個期限，我希望是到永遠。 |

郭昶在患病期間堅持工作及進行拍攝。他曾提及，希望「在有生之年賺多點钱，讓家人過上更好的生活。」，又曾在訪問中表示最重要的是「能留下多少東西給妻子和女兒」。不少與其共事的藝員及觀眾均認為是敬業的表現，亦有人為其因此去世而感到惋惜。在《外來媳婦本地郎》一劇飾演康伯即劇中的父親龔錦堂在郭昶的喪禮上表示：
|          | 希望做父親的人都能珍惜自己的生命，保重自己的身體。 |
| ——龔錦堂 |                                                    |

## 轶事
根据在《外来媳妇本地郎》中饰演郭昶妻子的虎艳芬透露，郭昶生前曾怀疑演员李幼斌是其亲弟弟。据虎艳芬所述，生于东北的郭昶还有一对孪生弟弟。但在他小时候因家里条件贫困，致使两个弟弟一个病死，另一被迫送人。而郭昶曾无意中了解到长相与他极为相似的李幼斌也有失散兄弟的经历，于是怀疑李幼斌就是其失散多年的弟弟，并专程找李幼斌确认。但李幼斌表示自己的年龄与郭昶失散的弟弟不符，因此自己并不是他的弟弟。而未能与失散的弟弟重逢是郭昶生前一个最大遗憾。

## 參演作品

### 電視劇
- 特殊情況（1984年，飾演小偷）
- 萬花筒（1986年至1989年，飾演雄仔）
- 亂世香港（1990年,飾演廖时鹤）
- 情滿荆途（1990年）
- 寶貝老公嬌嬌妻（1990年至1993年）
- 情滿珠江（1993年，飾演阿蒙）
- 韓愈傳奇（1997年，飾演師爺）
- 外來媳婦本地郎（2000年至2006年，飾演康祈宗）
- 孙中山（2001年，饰演莫榮新）
- 柴米新人類（2002年，飾演主任）
- 絕對權力（2003年，飾演陳立夏）

### 電影
- 我的大嚿父母（又名皆大欢喜，外來媳婦本地郎電影版，2004年，飾演康祈宗）
- 東星號大劫案（東方娛樂，1995年，飾演梁炳照）
- 廣州故事（珠江電影制片廠，1995年，飾演阿強）
- 羊城奇遇记（珠江電影制片廠，1991年，飾演阿成）

## 外部連結
- 廣東電視台「懷念郭昶」專頁
- 21CN 娛樂專題「沉痛悼念表演藝術家郭昶」
- 網易 「郭昶病逝」 （页面存档备份，存于）
- 一位与郭昶同病房的患病记者回忆病中郭昶的文章《明星病友郭昶》（上） （页面存档备份，存于）、（中） （页面存档备份，存于）、（下） （页面存档备份，存于）